# AIK Fotbolls säsong 2006
AIK slutade säsongen 2006 på en andra plats i Allsvenskan och åkte ut i gruppspelet i Royal League. Detta sågs som en stor bedrift eftersom AIK spelade i Superettan året innan. Innan säsong köptes bland annat Wilton Figueiredo in från GAIS, Markus Jonsson från Östers IF (som senare blev uttagen till landslaget) och Dulee Johnson från BK Häcken. Under säsongen såldes Derek Boateng efter succé i VM.

## Försäsongen
AIK började försäsongen den 14 februari 2006 med en bortamatch mot Nyköpings BIS och vann med 3-0 i Nyköping. Fyra dagar senare, den 18 februari, spelade AIK sin första hemmamatch under försäsongen inför hela 3 426 åskådare (en väldigt hög siffra för försäsongsmatcher). AIK vann med 2-1 mot gästande IF Brommapojkarna. Inför nästan 3 000 åskådare spelades nästa försäsongsmatch, denna gång mot Assyriska på Skytteholm. Den matchen slutade inte med seger för något av lagen, utan den slutade 1-1. Matchen därefter spelades mot Vallentuna BK, en match som AIK vann med hela 8-0. Efter storsegern kom dock försäsongens första förlust, mot Degerfors, i en match som spelades under stort snöfall och som slutade 2-1 till Degerfors. Den förlusten följdes upp av ytterligare en förlust, som även den var en uddamålsförlust, fast denna gång med 2-3 mot GIF Sundsvall. Därefter åkte AIK på ett träningsläger i Portugal och hann med en match, mot SCU Torreense, en match som AIK vann med 2-1. AIK spelade därefter sin genrepsmatch mot TPS Åbo från Finland och vann den med 3-1 inför 2 123 åskådare på Skytteholm.
Noterbart är att AIK spelade ytterligare en träningsmatch bara en dag efter premiären av Allsvenskan, där endast de som inte spelade eller de som spelade väldigt lite deltog. AIK spelade mot Enköping och vann med 6-0 efter fyra mål av Nenad Lukic och två av Wilton Figueiredo.

## Tävlingar

### Allsvenskan
Se även Fotbollsallsvenskan 2006
AIK, som nykomling i Allsvenskan efter att ha spelat i Superettan 2005 slutade på en andraplats i Fotbollsallsvenskan 2006 efter IF Elfsborg. AIK började med att spela 2-2 mot Gefle IF på Råsunda i den första matchen inför 23 822 åskådare. Matchen präglades mest av att Johan Mjällby gjorde comeback i AIK efter flera års frånvaro på grund av en proffskarriär utomlands. I den andra omgången spelade AIK i Växjö mot Östers IF, en annan nykomling i Allsvenskan, och vann med hela 4-0. I den tredje matchen, den andra hemma på Råsunda, tog AIK emot då poänglösa Örgryte IS och vann med 2-1 över laget från Göteborg inför drygt 16 500 åskådare och gick upp i serieledning. Därefter spelade AIK en bortamatch i Helsingborg mot Helsingborgs IF och AIK ledde med 1-0 efter första halvlek, men tappade det i andra och matchen slutade 1-1 och tappade serieledningen till Elfsborg.
Därefter följde något som i efterhand kallades årets match, detta mot Djurgårdens IF inför 34 174 åskådare på Råsundastadion torsdagen den 27 april 2006. AIK vann matchen med 3-1 efter att ha tagit ledningen på straff efter lite mer än en halvtimmes spel. I andra halvlek ökade Derek Boateng på ledningen efter hörna till 2-0. I den första tilläggsminuten i slutet av matchen lyckades Djurgården göra mål på frispark genom Tobias Hysén. Direkt efter avspark däremot lyckades AIK göra 3-1 och punkterade därmed matchen. Detta var den första segern mot Hammarby eller Djurgården sedan 2002. Direkt efter skulle AIK spela ytterligare ett derby, borta mot Hammarby IF på Söderstadion, istället för Råsunda, och inför 14 694 åskådare fick AIK sin första förlust denna säsong efter att ha förlorat med två mål mot noll.
Därefter kom något av årets vändning, dock ur AIK:s perspektiv en negativ vändning. AIK mötte Elfsborg, som låg tvåa (AIK trea) inför mötet och nästan 18 000 åskådare befann sig på Råsunda när den första halvleken slutade mållöst. Det stod också länge 0-0 men i den 75:e matchminuten lyckades AIK göra 1-0 och i den 84:e 2-0. Men i den 89:e matchminuten så får IF Elfsborg en straff och gjorde således 1-2. Blott 44 sekunder senare lyckades Elfsborg 2-2, vilket också blev slutresultatet. Detta innebar ingen tabellförändring för AIK, men Elfsborg gick upp i serieledning, två poäng före Hammarby och tre före AIK. Därefter åkte AIK ner till Göteborg och Hisingen för att möta BK Häcken på Rambergsvallen och AIK vann med 1-0 efter mål av Wilton Figueiredo.
I omgången därefter mötte AIK ytterligare ett göteborgslag, nu på Råsunda, och det var den andra nykomlingen förutom Öster som de mötte - nämligen GAIS. Över 20 000 åskådare var på Råsunda när AIK vann med 2-0 efter mål av Wilton Figueiredo och Markus Jonsson. AIK åkte därefter söderut till Skåne för att möta Malmö FF men åkte då på årets andra förlust (av totalt tre denna säsong) då de förlorade med 3-1 och efter det var det hela 5 poäng till serietoppen och Hammarby, även om AIK höll fast vid tredje plats. I omgång nummer 11, den efter Malmö-matchen, spelade AIK mot Halmstads BK. Johan Mjällby, som tidigare hade annonserat att han skulle sluta med fotbollen, blev avtackad innan matchen inför vad som skulle bli säsongens lägsta publiksiffra, 14 833 åskådare. AIK vann med 3-0 i den sjätte raka hemmamatchen utan förlust. Eftersom Hammarby förlorade mot blivande mästarna Elfsborg med 3-0 var AIK bara två poäng efter på en andraplats i serien. I den tolfte omgången borta mot IFK Göteborg på Gamla Ullevi lyckades AIK klara 1-1 efter att legat under med 1-0 efter första halvleken.
Den första halvan av Allsvenskan avslutades för AIK:s del med en seger mot Kalmar FF på Råsunda inför över 15 000 åskådare. Matchen slutade 1-0 och AIK låg efter halva serien trea med en poäng upp till tvåan Elfsborg och fyra upp till ledande Hammarby. Efter hemmamatchen mot Kalmar spelades ett returmöte på Fredriksskans IP i Kalmar. Där började det med att Kalmar tog ledningen med 1-0, men AIK lyckades vända detta under den första halvleken och ledde med 2-1 i paus. I andra halvleken lyckades AIK öka på till 3-1 och vann matchen. Hammarby förlorade mot Örgryte och Elfsborg spelade 1-1 mot Malmö och efter 14 omgångar var AIK bara en poäng efter Hammarby, och en poäng före Elfsborg. Därefter åkte AIK till Gävle för att spela en bortamatch mot Gefle IF. Även den matchen slutade oavgjord (precis som den i den första omgången). AIK tog ledningen i nionde minuten genom ett nyförvärv för säsongen, Bernt Hulsker, och Gefle kvitterade innan pausvilan, och 1-1 stod sig matchen ut. Hammarby noterade ytterligare en förlust och AIK passerade därför lokalrivalerna tack vare en bättre målskillnad. Men Elfsborg ledde efter att ha vunnit mot Halmstad med 3-0.
I matchen därefter vann AIK med fyra mål för andra gången för säsongen (och det skulle inte vara sista) efter att ha vunnit hemma mot Öster med 5-1 på Råsunda. Matchen var avgjord tidigt efter att Miran Burgic, som värvats under sommaren, gjort två mål på en kvart. I och med en läktarskandal på Söderstadion ifråntogs Hammarby tre poäng och var nere på 26 poäng och en sjätteplats. Elfsborg spelade oavgjort och därmed var AIK i serieledning, en poäng före Elfsborg. Därefter följde ett toppmöte mellan Elfsborg och AIK. Inför lite mer än 15 000 åskådare spelar de två lagen 1-1 på Borås Arena i Borås, efter en mållös första halvlek. Elfsborg tog ledningen i den 50:e matchminuten, men ungefär en kvart senare lyckades Daniel Mendes göra 1-1. Detta innebar att AIK bibehöll serieledningen för Elfsborg. I matchen därefter spelade AIK hemma mot BK Häcken inför 15 724 och vann matchen med 1-0 efter mål på straff. Elfsborg spelade 1-1 mot Gefle och därmed ryckte AIK i tabelltoppen och låg tre poäng före i slutet av omgången, som var nummer 18.
Därefter var det dags för ytterligare ett "dubbelderby", först match mot Djurgården och sedan mot Hammarby, båda på Råsunda. I den första matchen vann AIK mot DIF inför nästan 32 000 åskådare efter ett mycket tidigt mål av Daniel Tjernström, endast fyra och en halv minut. Resultat stod sig matchen ut och AIK tog tre nya poäng i tabellen och var nio poäng före Djurgården och Kalmar (femma respektive fyra), åtta före Göteborg (trea) och tre före Elfsborg (tvåa). Sedan följde det andra derbyt i rad, denna gång mot Hammarby IF. Inför matchen hade AIK inte förlorat på nio matcher och i denna match i seriens tjugonde omgång kom så säsongens sista förlust, den tredje totalt. AIK förlorade med 2-0, efter ett ledningsmål efter endast 3 minuter. Elfsborg, som vann med samma siffror hemma mot Örgryte, kom därmed upp på samma poäng som AIK, dock med fyra mål i sämre målskillnad. Det lag som var närmast AIK och Elfsborg var IFK Göteborg, sju poäng efter, och det var ganska klart om vilka två lag guldstriden skulle handla om - AIK och Elfsborg. Därefter kom en 0-0-match mot Örgryte IS, som låg näst sist efter omgången spelats färdigt. Men Elfsborg lyckades inte gå förbi, då även de spelade 0-0 mot ett bottenlag, nämligen Östers IF.
Därefter följde en hemmamatch hemma mot Helsingborgs IF som spelades inför tjugotvå och ett halvt tusen personer på Råsunda. Den första halvleken slutade 1-0 till Helsingborg efter ett mål av Luton Shelton. Men i början av andra, i den 47:e matchminuten, kvitterade AIK till 1-1 genom Miran Burgic. AIK tog också ledningen genom backen Nicklas Carlsson i den 60:e matchminuten. Men med trettio sekunder kvar av tilläggstiden, rättare sagt när de spelat 92 minuter och 36 sekunder av matchen, gör Daniel Arnefjord i AIK självmål efter ett inkast och matchen slutade 2-2 och Elfsborg, efter en seger mot Kalmar två dagar senare, gick förbi i serien. Därefter spelade AIK borta mot Halmstad på Örjans Vall. Det började dock inte bra för AIK och efter en halvlek stod det 2-0 till Halmstad. Men under matchens sista tjugo minuter lyckas AIK både reducera och kvittera till 2-2, efter mål av Miran Burgic och Nicklas Carlsson. Elfsborg, som förlorade med 1-0 mot Hammarby, ledde fortfarande serien, men nu endast med en poäng med tre omgångar kvar och nio poäng att spela om.
Den tredje och för säsongen sista fyramålssegern kom i omgång 24 hemma mot IFK Göteborg. AIK började med ett tidigt ledningsmål på kontring av Mats Rubarth och sedan ett straffmål drygt en halvtimme senare. I samband med detta blev också en spelare i Göteborg utvisad. I den andra halvleken spelade AIK fortsatt bra och vann till slut med 4-0, efter mål av Daniel Tjärnström samt ett självmål, inför 19 153 åskådare.
Med två omgångar kvar av serien var läget följande: Elfsborg skulle möta Helsingborg borta och AIK skulle möta GAIS borta. Helsingborg hade varit formstarkt på slutet och var faktiskt favoriter mot Elfsborg, medan GAIS som var nära kvalplats var nederlagstippade inför matchen i Göteborg. Men det skulle visa sig att båda matcherna skulle sluta oavgjort. Den 29 oktober spelade Helsingborg och Elfsborg oavgjort, vilket gav ett gyllene läge för AIK, som skulle spela dagen efter. Men i ett regnigt Göteborg spelade lagen 0-0 och AIK lyckades inte gå upp i serieledning, utan låg alltjämt en poäng efter inför den sista omgången.
I den sista omgången var läget följande:
- För att Elfsborg skulle vinna guld räckte det med att vinna hemma mot Djurgården eller ta en poäng samtidigt som AIK inte vann. De kunde också förlora förutsatt att även AIK gjorde det.
- För att AIK skulle vinna krävdes det att Elfsborg spelade oavgjort eller förlorade mot Djurgården samtidigt som AIK behövde vinna. Det skulle också gå bra att spela oavgjort om Elfsborg förlorade.

AIK spelade hemma mot Malmö FF, som man förlorade mot med 3-1 tidigare under säsongen. Och många biljetter såldes innan matchen och det var många som fick vända hem efter att de inte fått plats. Publiksiffran blev 30 999 (reducerad kapacitet på grund av säkerhetsavspärrningar) och AIK vann komfortabelt med 3-0. Men i Borås lyckades Elfsborg vinna med 1-0 och blev därmed svenska mästare, medan AIK fick nöja sig med andraplatsen säsongen 2006.

### Svenska Cupen
Säsongen 2006 spelade AIK två och en halv match i Svenska cupen. Anledningen till detta var att matchen mot Kalmar avbröts och fortsatte ett annat datum på grund av en vattensjuk plan. Det stod då 1-0 till Kalmar. Innan det hade AIK spelat en match i den andra omgången, mot Hudiksvalls ABK, som spelades på Råsunda inför endast 2715 åskådare. AIK vann matchen med 4-0. Det var matchen efter detta som avbröts. Ett beslut om att spela omspel den 7 juni togs och även den matchen skulle spelas på Fredriksskans IP. Kalmar vann omspelet med 4-1 och AIK var utslaget ur Svenska Cupen redan i den tredje omgången.

### Royal League
AIK lyckades inte riktigt i Royal League, utan kom trea i sin grupp och gick inte vidare till slutspelet. Den första matchen AIK spelade var mot IF Elfsborg i Borås på Borås Arena, endast 7 dagar efter att Allsvenskan avgjorts (med Elfsborg som segrare och AIK som tvåa). Elfsborg vann med 4-0 inför 3 375 åskådare. Matchen efter det spelades hemma på Råsunda mot Vålerenga IF från Norge. Det blev 1-1 i matchen, precis som de andra hemmamatcherna i cupen. Det kom 4512 åskådare till Råsunda. Även nästa match spelades hemma på Råsunda, mot Viborg FF, och slutade 1-1. Den andra förlusten kom borta mot Vålerenga, en match som slutade 4-2 till det norska laget. AIK spelade den tredje raka 1-1-hemmamatchen i rad mot Elfsborg inför 6 221 åskådare, vilket innebar att AIK som bäst kunde sluta trea i gruppen. Den sista matchen spelades borta mot Viborg och slutade 2-1 till AIK, vilket innebar att AIK slutade trea. Detta räckte dock inte till avancemang till slutspelet, utan AIK åkte ur Royal League.

## Matcher
| Datum             | Stadion                                       | Motståndare       | Resultat | Match | Matchrapport |
| ----------------- | --------------------------------------------- | ----------------- | -------- | ----- | ------------ |
| 14 februari 2006  | Rosvalla, Nyköping, Sverige                   | Nyköpings BIS     | 3-0      | T     | AIK.se       |
| 18 februari 2006  | Skytteholms IP, Solna, Sverige                | IF Brommapojkarna | 2-1      | T     | AIK.se       |
| 25 februari 2006  | Skytteholms IP, Solna, Sverige                | Assyriska FF      | 1-1      | T     | AIK.se       |
| 28 februari 2006  | Skytteholms IP, Solna, Sverige                | Vallentuna BK     | 8-0      | T     | AIK.se       |
| 4 mars 2006       | Skytteholms IP, Solna, Sverige                | Degerfors IF      | 1-2      | T     | AIK.se       |
| 8 mars 2006       | Skytteholms IP, Solna, Sverige                | GIF Sundsvall     | 2-3      | T     | AIK.se       |
| 16 mars 2006      | Campo Manuel Marques, Torres Vedras, Portugal | SCU Torreense     | 2-1      | T     | AIK.se       |
| 25 mars 2006      | Skytteholms IP, Solna, Sverige                | TPS Åbo           | 3-1      | T     | AIK.se       |
| 2 april 2006      | Råsundastadion, Solna, Sverige                | Gefle IF          | 2-2      | A     | AIK.se       |
| 3 april 2006      | Skytteholms IP, Solna, Sverige                | Enköpings SK      | 6-0      | T     | AIK.se       |
| 10 april 2006     | Värendsvallen, Växjö, Sverige                 | Östers IF         | 4-0      | A     | AIK.se       |
| 17 april 2006     | Råsundastadion, Solna, Sverige                | Örgryte IS        | 2-1      | A     | AIK.se       |
| 20 april 2006     | Råsundastadion, Solna, Sverige                | Hudiksvall ABK    | 4-0      | SC    | AIK.se       |
| 24 april 2006     | Olympia, Helsingborg, Sverige                 | Helsingborgs IF   | 1-1      | A     | AIK.se       |
| 27 april 2006     | Råsundastadion, Solna, Sverige                | Djurgårdens IF    | 3-1      | A     | AIK.se       |
| 3 maj 2006        | Söderstadion, Johanneshov, Sverige            | Hammarby IF       | 0-2      | A     | AIK.se       |
| 8 maj 2006        | Råsundastadion, Solna, Sverige                | IF Elfsborg       | 2-2      | A     | AIK.se       |
| 11 maj 2006       | Rambergsvallen, Hisingen, Sverige             | BK Häcken         | 1-0      | A     | AIK.se       |
| 14 maj 2006       | Råsundastadion, Solna, Sverige                | GAIS              | 2-0      | A     | AIK.se       |
| 18 maj 2006       | Fredriksskans IP, Kalmar, Sverige             | Kalmar FF         | Avbruten | SC    | AIK.se       |
| 27 maj 2006       | Midgårdsvallen, Märsta, Sverige               | Östers IF         | 0-0      | T     | AIK.se       |
| 7 juni 2006       | Fredriksskans IP, Kalmar, Sverige             | Kalmar FF         | 1-4      | SC    | AIK.se       |
| 1 juli 2006       | Norrtälje Sportcenter, Norrtälje, Sverige     | Gefle IF          | 0-1      | T     | AIK.se       |
| 8 juli 2006       | Brøndby stadion, Köpenhamn, Danmark           | Brøndby IF        | 2-1      | T     | AIK.se       |
| 15 juli 2006      | Malmö Stadion, Malmö, Sverige                 | Malmö FF          | 1-3      | A     | AIK.se       |
| 23 juli 2006      | Råsundastadion, Solna, Sverige                | Halmstads BK      | 3-0      | A     | AIK.se       |
| 31 juli 2006      | Gamla Ullevi, Göteborg, Sverige               | IFK Göteborg      | 1-1      | A     | AIK.se       |
| 6 augusti 2006    | Råsundastadion, Solna, Sverige                | Kalmar FF         | 1-0      | A     | AIK.se       |
| 12 augusti 2006   | Fredriksskans IP, Kalmar, Sverige             | Kalmar FF         | 3-1      | A     | AIK.se       |
| 21 augusti 2006   | Strömvallen, Gävle, Sverige                   | Gefle IF          | 1-1      | A     | AIK.se       |
| 27 augusti 2006   | Råsundastadion, Solna, Sverige                | Östers IF         | 5-1      | A     | AIK.se       |
| 9 september 2006  | Borås Arena, Borås, Sverige                   | IF Elfsborg       | 1-1      | A     | AIK.se       |
| 17 september 2006 | Råsundastadion, Solna, Sverige                | BK Häcken         | 1-0      | A     | AIK.se       |
| 20 september 2006 | Råsundastadion, Solna, Sverige                | Djurgårdens IF    | 1-0      | A     | AIK.se       |
| 26 september 2006 | Råsundastadion, Solna, Sverige                | Hammarby IF       | 0-2      | A     | AIK.se       |
| 2 oktober 2006    | Gamla Ullevi, Göteborg, Sverige               | Örgryte IS        | 0-0      | A     | AIK.se       |
| 14 oktober 2006   | Råsundastadion, Solna, Sverige                | Helsingborgs IF   | 2-2      | A     | AIK.se       |
| 21 oktober 2006   | Örjans Vall, Halmstad, Sverige                | Halmstads BK      | 2-2      | A     | AIK.se       |
| 26 oktober 2006   | Råsundastadion, Solna, Sverige                | IFK Göteborg      | 4-0      | A     | AIK.se       |
| 30 oktober 2006   | Nya Ullevi, Göteborg, Sverige                 | GAIS              | 0-0      | A     | AIK.se       |
| 5 november 2006   | Råsundastadion, Solna, Sverige                | Malmö FF          | 3-0      | A     | AIK.se       |
| 12 november 2006  | Borås Arena, Borås, Sverige                   | IF Elfsborg       | 4-0      | RL    | AIK.se       |
| 26 november 2006  | Råsundastadion, Solna, Sverige                | Vålerenga IF      | 1-1      | RL    | AIK.se       |
| 30 november 2006  | Råsundastadion, Solna, Sverige                | Viborg FF         | 1-1      | RL    | AIK.se       |
| 3 december 2006   | Bislett, Oslo, Norge                          | Vålerenga IF      | 2-4      | RL    | AIK.se       |
| 7 december 2006   | Råsundastadion, Solna, Sverige                | IF Elfsborg       | 1-1      | RL    | AIK.se       |
| 10 december 2006  | Viborg Stadion, Viborg, Danmark               | Viborg FF         | 1-2      | RL    | AIK.se       |

Förklaringar:
- A = Allsvenskan
- SC = Svenska cupen
- RL = Royal League
- T = Träningsmatch

## Spelplatser
AIK spelade säsongen 2006 sina hemmamatcher på Råsundastadion, som tar 36 608 åskådare i teorin, men på grund av att vissa platser har skymd sikt och att andra spärras av på grund av säkerhetsskäl kan AIK få in cirka 34 500 - 35 000 åskådare per match. De träningsmatcher som spelades på hemmaplan spelades dock ej på Råsundastadion utan på Skytteholms IP samt en match på Midgårdsvallen i Märsta. Skytteholm har cirka 3000 sittplatser, men det finns plats att stå runt planen så att fler åskådare skall få plats.